# Belaga, Sarawak
Huyện Belaga là một huyện thuộc bang Sarawak của Malaysia. Huyện Belaga có dân số thời điểm năm 2010 ước tính khoảng 37102 người.